# Sent Julian de Valgalga
Sent Julian dels Rosiers (en francès Saint-Julien-les-Rosiers) és un municipi francès situat al departament del Gard i a la regió d'Occitània.